# Tetranitruro di tetrazolfo
Il tetranitruro di tetrazolfo è il composto inorganico con formula S4N4. In condizioni standard è un solido cristallino giallo arancio.  È il più importante dei nitruri di zolfo, composti binari tra zolfo e azoto. Ha attratto molta curiosità perché ha struttura e legami inusuali, ed è il precursore di molti composti S–N.
Le impurità di zolfo hanno potere stabilizzante dell'intero composto, che diviene meno soggetto ad esplosione.
Azoto e zolfo hanno valori di elettronegatività simile; in questi casi i due atomi formano spesso una gran numero di strutture con legami covalenti. S4N4 può essere considerato il capostipite di numerosi composti noti S–N e S–NH.

## Caratteristiche
S4N4 è uno dei più noti composti a gabbia (struttura con simmetria  D2d) ed è stato descritto per la prima volta nel 1835 da W. Gregory. Tende a decomposizione esplosiva e termocromismo, che significa un passaggio del composto da incolore (a 77 K) ad un tipico color giallo-arancio (a 298 K, che è pure il colore a temperatura ambiente) fino ad un rosso intenso (a 373 K).
Quando il tetranitruro di tetrazolfo passa allo stato gassoso, in presenza di lana d'argento (da 200 a 300 °C), si scompone formando S2N2.
Il tetranitruro di tetrazolfo sublima a temperature inferiori a 130 °C e a 0.1 mbar di pressione. È insolubile in acqua, negli alcali e negli acidi solo con decomposizione sotto protonazione. Il tetranitruro di tetrazolfo solido di decompone esplodendo (detonazione) quando riscaldato oltre i 130 °C o in caso di impatto (460 kJ/mol).
{\displaystyle \mathrm {2S_{4}N_{4}\longrightarrow 4\ N_{2}+S_{8}+2\cdot 460kJ} }
Il composto gassoso si decompone principalmente oltre i 200 °C in forma S3N3 e S4N2. Sopra i 300 °C si decompone in elementi mononitridici SN.
Il tetranitruro di tetrazolfo è una delle principali materie prime per la produzione di composti di zolfo e azoto, come il 
trimero ciclico tionitrosilcloruro.

## Proprietà fisiche
S4N4 è un solido cristallino diamagnetico, stabile all'aria. Avendo una entalpia di formazione di +460 kJ mol−1 è però termodinamicamente instabile perché i prodotti di decomposizione zolfo e azoto elementari sono molto stabili. Questa entalpia endotermica di formazione contribuisce alla sua instabilità intrinseca, e proviene dalla differenza di energia di S4N4 rispetto ai suoi prodotti di decomposizione altamente stabili (zolfo e azoto):
2S4N4  →  4N2  +  S8
Dato che uno dei prodotti di decomposizione è gassoso, S4N4 è un esplosivo e può detonare se colpito o riscaldato rapidamente, specie se la purezza del composto è alta. Campioni puri tendono ad essere più facilmente esplosivi.
S4N4 è termocromico: cambiando colore da giallo chiaro a –30 °C fino a rosso scuro sopra 100 °C.
Sebbene molte molecole complesse sono instabili in senso termodinamico, possono essere ancora cineticamente stabili, questo è raro nelle composizioni molto semplici, come nel nitruro di zolfo.

## Proprietà chimiche
Il tetranitruro di tetrazolfo forma cristalli giallo-arancio a struttura ortorombica, gruppo spaziale P mmm, parametri di cella a = 0,847 нм, b = 0,887 нм, c = 0,720 нм, Z = 4.
- Si decompone a caldo:

{\displaystyle {\mathsf {S_{4}N_{4}\ {\xrightarrow {80^{o}C,AgF_{2}}}\ S_{2}N_{2}}}}
{\displaystyle {\mathsf {nS_{4}N_{4}\ {\xrightarrow {125-140^{o}C}}\ 4(SN)_{n}}}}
{\displaystyle {\mathsf {S_{4}N_{4}\ {\xrightarrow {>200^{o}C}}\ 4S+2N_{2}}}}
- Si decompone in acqua calda:

{\displaystyle {\mathsf {S_{4}N_{4}+6H_{2}O\ {\xrightarrow {90^{o}C}}\ S\downarrow +4NH_{3}\uparrow +3SO_{2}\uparrow }}}
- Reagisce con acidi concentrati caldi:

{\displaystyle {\mathsf {S_{4}N_{4}+4HCl\ {\xrightarrow {90^{o}C}}\ S\downarrow +4NH_{4}Cl+3SO_{2}\uparrow }}}
- Reagisce con gli alcali:

{\displaystyle {\mathsf {S_{4}N_{4}+6NaOH\ {\xrightarrow {}}\ 3Na_{2}SO_{3}+S\downarrow +4(NH_{3}\cdot H_{2}O)}}}
- Reagisce con zolfo disciolto in solfuro di carbonio:

{\displaystyle {\mathsf {S_{4}N_{4}+4S\ {\xrightarrow {}}\ 2S_{4}N_{2}}}}
- È un agente ossidante debole:

{\displaystyle {\mathsf {S_{4}N_{4}+24HI\ {\xrightarrow {}}\ 4H_{2}S+10I_{2}+4NH_{4}I}}}
Reagisce anche nelle seguenti reazioni chimiche complesse, ottenute principalmente in laboratorio o comunque per via sperimentale:
- Dissoluzione di zolfo in ammoniaca liquida con reazione di ioduro d'argento (è più veloce):

{\displaystyle {\mathsf {10S+16NH_{3}+12AgI\ {\xrightarrow {}}\ S_{4}N_{4}+6Ag_{2}S\downarrow +12NH_{4}I}}}
- Effetto del litio sui dioidi acidi (soluzione in benzene):

{\displaystyle {\mathsf {6S_{2}Cl_{3}+4LiN_{3}\ {\xrightarrow {}}\ 3S_{4}N_{4}+4LiCl+4Cl_{2}}}}
- Dissoluzione in ammoniaca liquida:

{\displaystyle {\mathsf {6S_{2}Cl_{3}+16NH_{3}\ {\xrightarrow {}}\ S_{4}N_{4}+12NH_{4}Cl+8S\downarrow }}}

## Struttura
Questo composto può essere visto formalmente come un derivato di un ipotetico anello a otto di atomi di zolfo alternati e azoto. Il legame S4N4 è considerato delocalizzate, e questo è indicato dal fatto che le distanze di legame tra  atomi di zolfo vicini e atomi di azoto sono quasi le stesse.
S4N4 ha una struttura inusuale a culla molto pronunciata, con simmetria D2d. Misure di diffrazione a raggi X indicano che i due atomi di zolfo transannulari sono a distanza di 2,586 Å, in modo tale che la struttura della molecola assomiglia a una gabbia (come determinato dal singolo cristallo di diffrazione ai raggi X). La distanza S–S transannulare rimane oggetto di indagine perché è significativamente minore della somma delle distanze dei raggi di van der Waals, ma è stata spiegata nel contesto della teoria dell'orbitale molecolare. e maggiore di quella prevista da un legame semplice, indicando che tra questi atomi di zolfo esiste una interazione debole ma significativa. Il legame in S4N4 si considera delocalizzato, come indicato dalle distanze tutte uguali tra atomi di zolfo e azoto adiacenti.

## Sintesi
S4N4 fu preparato per la prima volta da W. Gregory nel 1835, facendo reagire S2Cl2 con ammoniaca. In seguito è stato usato anche SCl2. I meccanismi di reazione non si conoscono, ma la stechiometria complessiva è:
6 S2Cl2  +  16 NH3 → S4N4  +  S8  +  12 NH4Cl
24 SCl2  +  64 NH3 → 4S4N4  +  S8  +  48 NH4Cl
Un'altra sintesi simile usa invece S2Cl2 e cloruro d'ammonio:
4 NH4Cl  +  6 S2Cl2  →  S4N4  +  16 HCl  +  S8
Una sintesi più recente usa [(Me3Si)2N]2S come precursore con legami S–N preformati. [(Me3Si)2N]2S si ottiene facendo reagire bis(trimetilsilil)ammide di litio e SCl2:
2 [Me3Si]2NLi  +  SCl2  →  [(Me3Si)2N]2S  +  2 LiCl
[(Me3Si)2N]2S reagisce quindi con SCl2 e 
SO2Cl2 per formare S4N4, trimetilclorosilano e diossido di zolfo:
[(Me3Si)2N]2S  +  SCl2  +  SO2Cl2  →   S4N4  +  4 Me3SiCl  +  SO2
Il tetranitruro di tetrazolfo può essere ottenuto anche con ammoniaca in aggiunta a cloruro di metilene e seguita da ricristallizzazione in toluene per reazione di zolfo (II), cloruro di zolfo (I) e miscela cloruro.
{\displaystyle \mathrm {7\ S_{2}Cl_{2}+16\ NH_{3}\longrightarrow S_{4}N_{4}+12\ NH_{4}Cl+9\ S+SCl_{2}} }
Inoltre è possibile riscontrare una reazione dello zolfo con l'ammoniaca liquida in presenza di nitrato d'argento.
{\displaystyle \mathrm {16\ NH_{3}+5\ S_{8}\longrightarrow 4\ S_{4}N_{4}+24\ H_{2}S} }

## Reattività

### Reazioni acido-base

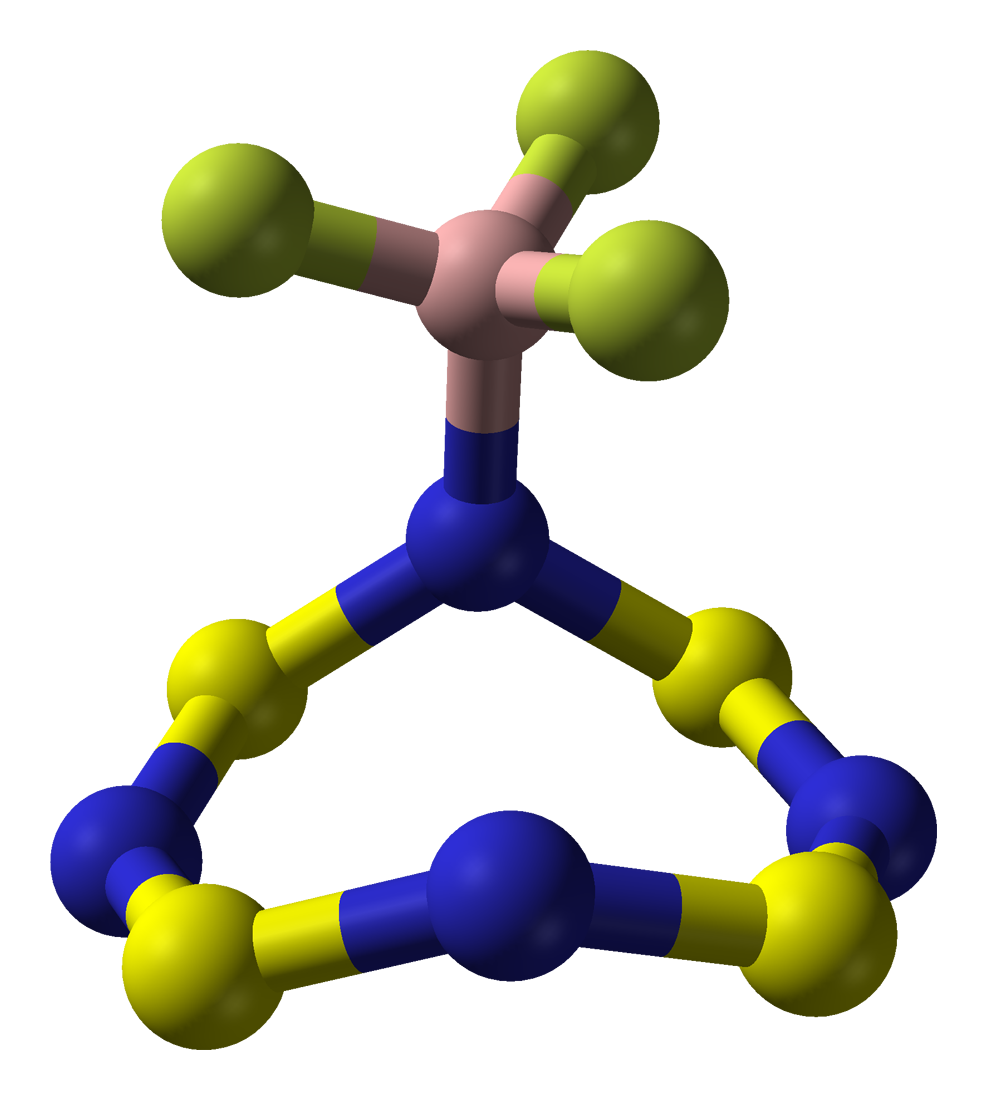
S_{4}N_{4}•BF_{3}

S4N4 può funzionare come base di Lewis e legare con l'azoto acidi di Lewis forti come  SbCl5, BF3 e SO3. Nell'addotto la struttura a gabbia di S4N4 viene distorta, e quindi si può perdere la delocalizzazione degli elettroni.
S4N4  +  SbCl5 →  S4N4·SbCl5
S4N4  +  SO3 →  S4N4·SO3
S4N4 può essere protonato con HBF4 per formare un sale tetrafluoroborato:
S4N4  +  HBF4   →  [S4N4H]+[BF4]–
L'acido di Lewis debole CuCl forma un polimero dove anelli intatti S4N4 funzionano da leganti a ponte:
n S4N4 + n CuCl   →  (μ-S4N4)n(-Cu-Cl-)n
In presenza di basi S4N4 è sensibile all'idrolisi. Con NaOH diluita l'idrolisi porta a tiosolfato e tritionato:
2S4N4  +  6 OH−  +  9H2O   →   S2O32–  +  2 S3O62–  +  8 NH3
Se la base è più concentrata si ottiene tiosolfato e solfito:
S4N4  +  6 OH–  +  3 H2O  →  S2O32–  +  2 SO32–  +  4 NH3

### Reazioni con complessi metallici
Questo argomento è stato recensito; esistono reazioni dove l'anello S4N4 rimane quasi intatto e reazioni dove l'anello viene rotto.
Ad esempio, S4N4 dà addizione ossidativa con il complesso di Vaska, Ir(CO)(Cl)(PPh3)2, per formare un complesso esacoordinato di iridio dove S4N4 è legato con due atomi di zolfo e uno di azoto. Il composto si forma rompendo uno dei legami S–N durante l'addizione ossidativa; il secondo atomo di zolfo appartiene all'anello e si coordina con un doppietto non condiviso. A partire dal sale di Zeise si ottiene un analogo complesso di Pt(IV). La reazione tra S4N4 e [Pd2Cl6]2− porta invece a una serie di tre complessi di palladio dove l'anello S4N4 è stato frammentato.

### Come precursore di altri composti S–N
A partire da S4N4 si preparano molti composti S–N importanti. La reazione con piperidina produce [S4N5]−:
3S4N4  +  4C5H10NH  →  (C5H10NH2)+[S4N5]−  +  (C5H10N)2S  +  ⅜S8  +  N2
Ad indicare la ricchezza di quest'area, è noto anche il catione [S4N5]+.
La reazione con l'azide di tetrametilammonio produce l'eterociclo [S3N3]−:
S4N4  +  NMe4N3  →  NMe4[S3N3] +  ⅛S8  +  2 N2

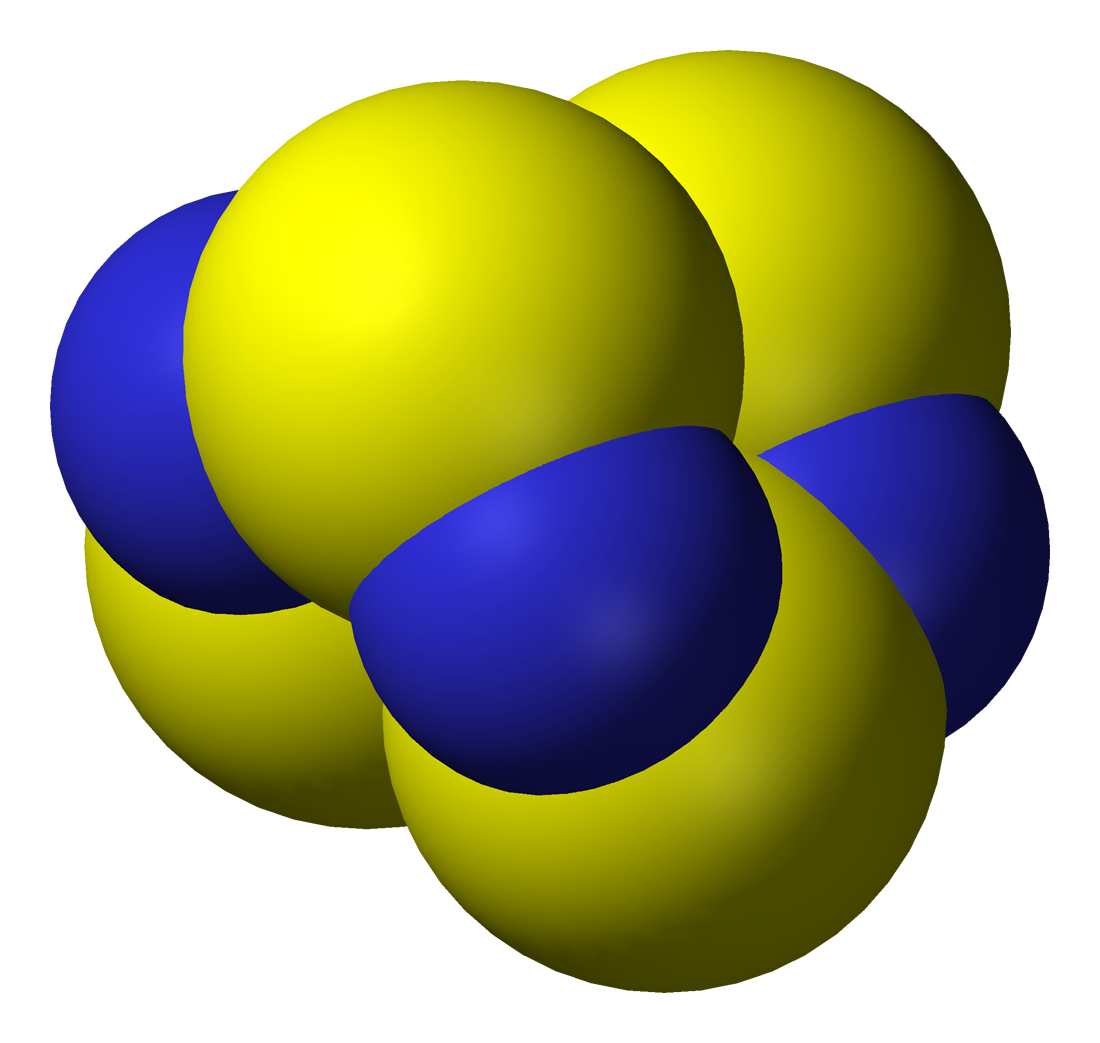
Struttura in 3D del tetranitruro di tetrazolfo

Per quanto riguarda il conteggio degli elettroni, [S3N3]− ha 10 elettroni pi greco: due per ogni S, più uno per ogni N, più uno per la carica negativa.
In una reazione apparentemente simile, con [(Ph3P)2N]N3 si ottiene un sale contenente l'anione blu scuro NS4−:
2S4N4  +  [(Ph3P)2N]N3  →  [(Ph3P)2N][NS4] +  ½S8  +  5 N2
L'anione NS4− è descritto come ibrido di risonanza delle strutture [S=S=N-S-S]−↔[S–S–N=S=S]−.
Passando S4N4 gassoso su argento metallico si ottiene il Polythiazyle, indicato spesso semplicemente come "(SN)x", che è un superconduttore a bassa temperatura (temperatura di transizione 0,26±0,03 K). Nella conversione, l'argento dapprima diventa solfuro, Ag2S, che poi catalizza la conversione di S4N4 nella specie ciclica a quattro membri S2N2, che polimerizza subito.
S4N4  +  8 Ag  →  4 Ag2S  +  2N2
S4N4  →   (SN)x
S2N2  →   (SN)x (polimerizzazione termica)

### Produzione di altri nitruri di zolfo
- Trattamento con tetrametilammonio acido:

S4N4 + (CH3)4N+N3–  →  (CH3)4N+[S3N3]– + 3/8 S8 + 2 N2.
- In una reazione simile reagisce con bis(trifenilfosfina)imminio cloruro ([(C6H5)3P)2N]+N3– che contiene l'anione blu [NS4]−)

2 S4N4 + [(C6H5)3P)2N]+N3– → [(C6H5)3P)2N]+[NS4]– + 3/8 S8 + 5 N2.

### Altre reazioni
S4N4 reagisce con metalli alcalini poveri di elettroni.
S4N4 ha dimostrato di co-cristallizzare con benzene e fullerene (C60).
Il composto similare di selenio Se4N4 è noto ed è stato oggetto di una ricerca.

## Sicurezza
S4N4 è molto sensibile agli urti e bisogna evitare di macinare campioni solidi. È stato riportato che campioni più puri sono più sensibili di quelli contaminati con zolfo elementare.
Esplode per accensione se acceso in grosse quantità o se confinato dentro contenitori, mentre in piccole quantità ed allo stato di polvere impalpabile tende a deflagrare.
Utilizzare le normali precauzioni adottate per gli esplosivi primari.